# Ar-Ra'd
Ar-Ra'd (Il Tuono) è la tredicesima Sura del Corano, una sura meccana composta da 43 versetti. Questa sura prende il nome dal versetto 13, in cui il tuono è menzionato come un segno della potenza di Allah. I temi principali della sura riguardano la rivelazione divina, la manifestazione dei segni di Allah nella natura, la fede e l'incredulità, e le conseguenze di entrambe.

## Contenuto

### Introduzione alla Rivelazione e alla Potenza Divina
Versetti 1-4: La sura inizia con l'affermazione che il Corano è la verità rivelata da Allah. Viene descritta la creazione come un segno della Sua potenza, con riferimento al cielo senza pilastri visibili, alle montagne, ai fiumi e alla diversità delle piante. Questi segni sono presentati come prova dell'esistenza e della sovranità di Allah.

### La Verità della Rivelazione e la Resistenza degli Increduli
Versetti 5-18: Viene sottolineata l'incredulità di coloro che negano la rivelazione e la vita dopo la morte. La sura enfatizza che le prove della verità sono evidenti nei segni di Allah presenti nella natura. Viene discusso il destino degli increduli, con immagini di tormento e punizione, mentre si promette la ricompensa per i credenti che seguono la guida divina.

### I Segni di Allah nella Natura
Versetti 19-29: La sura continua a descrivere i segni di Allah nella natura, come il tuono e il fulmine, che sono manifestazioni della Sua potenza e della Sua misericordia. Si parla della pioggia che fa crescere la vegetazione, evidenziando la benevolenza di Allah nel fornire sostentamento alla Sua creazione.

### Il Ruolo dei Profeti e la Perseveranza nella Fede
Versetti 30-43: La sura ribadisce il ruolo dei profeti come portatori del messaggio divino e la necessità della perseveranza nella fede. Si afferma che il Profeta Muhammad non è il primo a essere respinto dai suoi contemporanei; anche i profeti precedenti hanno affrontato resistenza e incredulità. La sura conclude con un richiamo alla pazienza e alla fiducia nel giudizio finale di Allah, che sarà giusto e definitivo.

## Analisi
La Sura Ar-Ra'd è significativa per il suo richiamo alla riflessione sui segni di Allah presenti nella natura e per la sua enfasi sulla verità della rivelazione coranica. La narrazione dei fenomeni naturali come manifestazioni della potenza divina serve a rafforzare la fede dei credenti e a sfidare gli increduli a riconoscere la sovranità di Allah.
Inoltre, la sura offre conforto ai credenti, esortandoli alla pazienza e alla perseveranza, ricordando loro che i profeti precedenti hanno affrontato sfide simili. La Sura Ar-Ra'd, con il suo linguaggio potente e le sue immagini evocative, sottolinea la necessità di riconoscere e rispondere ai segni di Allah, e di seguire la guida divina per ottenere la salvezza e la misericordia eterna.